# Святогірські святі

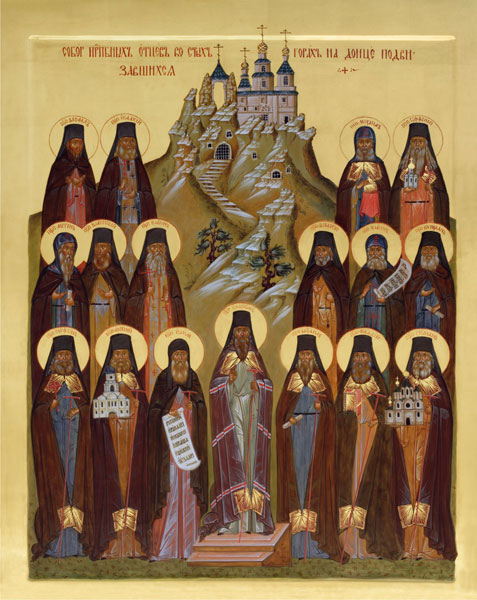
Сучасна ікона Собору преподобних отців, які у Святих Горах на Донці просіяли

Святогірські святі — православні святі, котрі подвизалися у Святогірській Успенській Лаврі на слобідських землях Донеччини. На сьогодні їх налічується 17 (з них 3 новомученики). Входять у Собор преподобних отців, які у Святих Горах на Донці просіяли (день їхньої пам'яті припадає на 24 вересня).
До святих Церкви, що просіяли в Святогірську (Донецької обл., колишній Харківській губернії) відносяться:
- Преподобносповідник Йоіл, архімандрит Святогірський (1679 р.);
- Святитель Іларіон (пом. 1759 р.) єпископ Крутицький, був настоятелем Свято-Успенского Святогірського монастиря;
- Преподобний Тадей (пом. 1758 р.) архімандрит Святогірський;
- Преподобний Рафаїл (пом. 1765 р.) архімандрит Святогірський;
- Преподобний єромонах Феодосій (пом. 1850 р.), духівник братії монастирської, духовний вчитель Івана Затворника, єромонаха Іоанікія та інших;
- Преподобний Арсеній (пом. † 1859 р.) архімандрит Святогірський;
- Преподобний Іоанн Святогірський (пом. 1867 р.), затворник та чудотворець;
- Преподобний єромонах Кіпріан (пом. 1874 р.), духівник братії після о. Феодосія;
- Преподобний єромонах Іоанікій (Авєркієв) (пом. 1882 р.), келійник Івана Затворника, духівник братії по смерті о. Кипріяна;
- Преподобний єросхимонах Лонгін (Гріфцов) (пом. 1882 р.), колишній надвірний радник, невтомний керівник скита в "Святому місті";
- Преподобний Герман (пом. 1890 р.) архімандрит Святогірський;
- Преподобний єромонах Ісаакій (пом. 1903 р.), що прийняв на себе подвиг юродства, за що був нагороджений даром цілительства та прозорливості;
- Христа ради юродивий монах Феофіл (Федор Шаронін) (пом. 1868 р.);
- Преподобний архимандрит Софроній (Смирнов) (пом. 1921 р.), що був монахом в Святогорську, а потім ігуменом Арзамаської Високогірської пустині, де прославився благодатним життям;
- Преподобносповідник архимандрит Трифон (Скрипченко) (пом. 1939 р.), останній настоятель монастиря, та очевидець його руйнації, засуджений до каторжних робіт та засланий, помер в злиднях;
- схиархимандрит Михаїл (Галушко) (пом. 1961 р.), ігумен вже закритого офіційно монастиря, обраний братією підпільно, проживав в Харкові, був переслідуваний та репресований владою;
- Преподобносповідник ігумен Іоанн (Стрельцов) (пом. 1970), монах монастиря, з 1931 по 1943 в'язень ГУЛАГу, з 1962 р. настоятель храму в с. Покровське, передрік відродження обителі, нагороджений дарами пророцтва та зцілення.